# Kodeks 0172
Kodeks 0172 (Gregory-Aland no. 0172; Soden α 1042) – grecki kodeks uncjalny Nowego Testamentu na pergaminie, paleograficznie datowany na V wiek. Rękopis przechowywany jest we Florencji. Do naszych czasów zachował się fragment jednej karty kodeksu.

## Opis
Do dziś zachowała się 1 uszkodzona karta kodeksu, z tekstem Listu do Rzymian 1,27-30.32-2,2. Według rekonstrukcji karta kodeksu miała rozmiary 14 na 11 cm. Tekst pisany jest jedną kolumną na stronę, w 19 linijkach w kolumnie (według rekonstrukcji).

## Tekst
Według von Sodena tekst fragmentu reprezentuje aleksandryjską tradycję tekstualną. Potwierdził to Kurt Aland klasyfikując go do kategorii II.

## Historia
INTF datuje rękopis na V wiek. Jako miejsce prawdopodobnego powstania kodeksu wskazywany jest Egipt.
Na listę rękopisów Nowego Testamentu wciągnął go Ernst von Dobschütz, dając mu numer 0172.
Facsimile fragmentu opublikował Mario Naldini w 1965 oraz Guglielmo Cavallo w 1967.
Rękopis jest przechowywany w Biblioteka Laurenziana (PSI 4) we Florencji.